# Битка при остров Тексел
Битката при остров Тексел (Texel) е морско сражение от Третата англо-холандска война. То се състои на 21 август 1673 г. край едноименния остров – най-големият и най-западният от Фризийските острови. Срещу прочутия холандски герой Михил де Ройтер (със 75 линейни кораба) застава съюзен англо-френски флот, командван от Руперхт Пфалцски (92 кораба). Сражението е решително за планирания от съюзниците десант северно от Амстердам, който да сломи съпротивата на холандците, но завършва с победа на де Ройтер. Така Съединените провинции са спасени от унищожение.

## Начало на военните действия
Третата англо-холандска война е част от по-голямата Холандска война (1672 – 1678). Тя е причинена от амбициите на младия френски крал Луи ХІV да ликвидира Съединените провинции (Холандия). Той ги обвинява в предателство, защото през 1668 г. спират неговата агресия срещу Испания, съюзявайки се с Англия и Швеция. Луи купува приятелството на Англия и Швеция и през 1672 г. е готов за атака към Амстердам. Нападението е неочаквано и неотразимо и огромната френска армия достига сърцето на Съединените провинции без някой да може да я спре. Ръководителят на нидерландската република Ян де Вит е принуден да отвори шлюзовете на дигите, които държат морските води и да наводни част от страната си. Така той спира нашествениците, но изгубва живота си, защото народът въстава и го линчува на улицата.
Междувременно започват военни действия и по море. Като вижда, че кампанията му по суша е спряна, Луи подготвя морски десант, заедно с английския крал Чарлз II. В Дюнкерк и Ярмът са концентрирани войски, а голям съюзен флот трябва да ги прехвърли в Нидерландия. Междувременно холандците трескаво търсят начин да се защитят. Новите управляващи молят де Ройтер да се върне на служба. Той е привърженик на сваленото правителство и вече се е оттеглил, но сега приема от патриотични чувства. Част от корабите му обаче остават на котва, защото не достигат хора за екипажи. Той е принуден да заеме отбранителна позиция край Фризките острови, където очаква евентуално нападение.

## Ход на битката
Командир на английските кораби става пфалцкият принц Рупърт, а опитният йоркски херцог (бъдещият Джеймз ІІ) е принуден да се оттегли, тъй като е приет закон, с който католици не се допускат до обществени постове. Начело на 30-те френски кораба е Жан д'Естре, но той има изрична заповед да съхрани ескадрата си. На 1 юни 1673 г. двамата адмирали излизат в морето и скоро се събират. Ненадейно те разбират, че де Ройтер се е озовал пред залива Схонефелд, където се влива река Шелда. Опитът им да атакуват позицията му не е успешен, но той се принуждава да се изтегли обратно на север, където разчита на крайбрежните плитчини. Съюзниците също се оттеглят и подновяват кампанията едва в края на юли. Този път на борда на корабите са качени 6000 десантни войници.
Противниците се срещат на 20 август, но тъй като вятърът от северозапад е неизгоден за обединената ескадра, Рупърт избягва сражението. През нощта вятърът напълно се обръща. Съюзниците решават да действат и се подреждат – френските кораби отпред, основните английски сили в средата и неголям ариергард. Холандците също формират три ескадри. Де Ройтер правилно преценява, че французите не са решени да се бият и изпраща против тях само 12 кораба. Те успяват да парират д'Естре, който повече не се намесва в битката. С основните си сили, които сега превъзхождат противника, холандският адмирал атакува Рупърт преди последният да е подредил линиите си. Холандците влагат в атаката цялата си огнева мощ и успяват да разбъркат английския строй. Рупърт отстъпва с идеята да отдалечи холандците от брега, те го последват. Така френските и английските кораби се оказват разделени, което окончателно убеждава д'Естре да прекрати боя.
Става така, че и онези дванадесет кораба, оставени срещу французите, успяват да се включат в атаката срещу англичаните. От друга страна сър Едуард Спраге – помощник на пфалцкия принц – има личен конфликт с Корнелис Тромп (вицеадмирал на холандците) и се отделя със своята част от корабите, за да го пресрещне. Смята се, че той е обещал на краля преди отплаването да унищожи Тромп или да загине. Битката се разделя на две, като Спраге и Тромп се вплитат в много по-яростно сражение от своите шефове. Така епичен е сблъсъкът между тях, че Спраге изгубва два флагмана под краката си.
Изоставен от авангарда и ариергарда си, Рупърт се оказва лице в лице с де Ройтер, при това с по-малко кораби. В тази фаза (следобед) той има около 20 на разположение срещу 35 – 40 на холандеца. Въпреки това англичаните се бият ожесточено и не позволяват да бъдат обкръжени. Привечер корабите на Спраге се присъединяват към основната част на флота, приближават се и френските кораби и де Ройтер се принуждава да се оттегли преди да претърпи по-големи загуби.

## Значение и край на войната
Битката при Тексел спасява Съединените провинции не само от десанта, но и от клещите на съюзниците изобщо. Няма точни данни за изгубените кораби, но е ясно, че съюзниците губят повече. Англичаните, възмутени от пасивността на френските си приятели, ги обвиняват за загубата. Половин година по-късно те сключват сеперативен мир и напускат войната. Французите също се преориентират и се отказват от плановете си да унищожат републиката. Новата им жертва е Испания и именно върху отнемането на нейните владения се концентрират те.
Де Ройтер става национален герой на холандците. Възхищават му се и другите народи. Той се сдобива с такава слава, че самият д'Естре пише на френския министър Колбер:
| „ | Ще ми се да спечеля със смъртта си славата, която придоби де Ройтер. | “ |

За нещастие великият адмирал не доживява края на войната. Изпратен да помага на Испания да се справи с Месинското въстание в Сицилия, той загива от френски оръдеен снаряд на 22 април 1676 г.